# Jakubova Voľa
Jakubova Voľa (ungarisch Jakabfölde – bis 1907 Jakabvolya) ist eine Gemeinde im Osten der Slowakei mit 397 Einwohnern (Stand 31. Dezember 2024). Sie gehört zum Okres Sabinov, einem Kreis des Prešovský kraj, sowie zur traditionellen Landschaft Šariš.

## Geographie

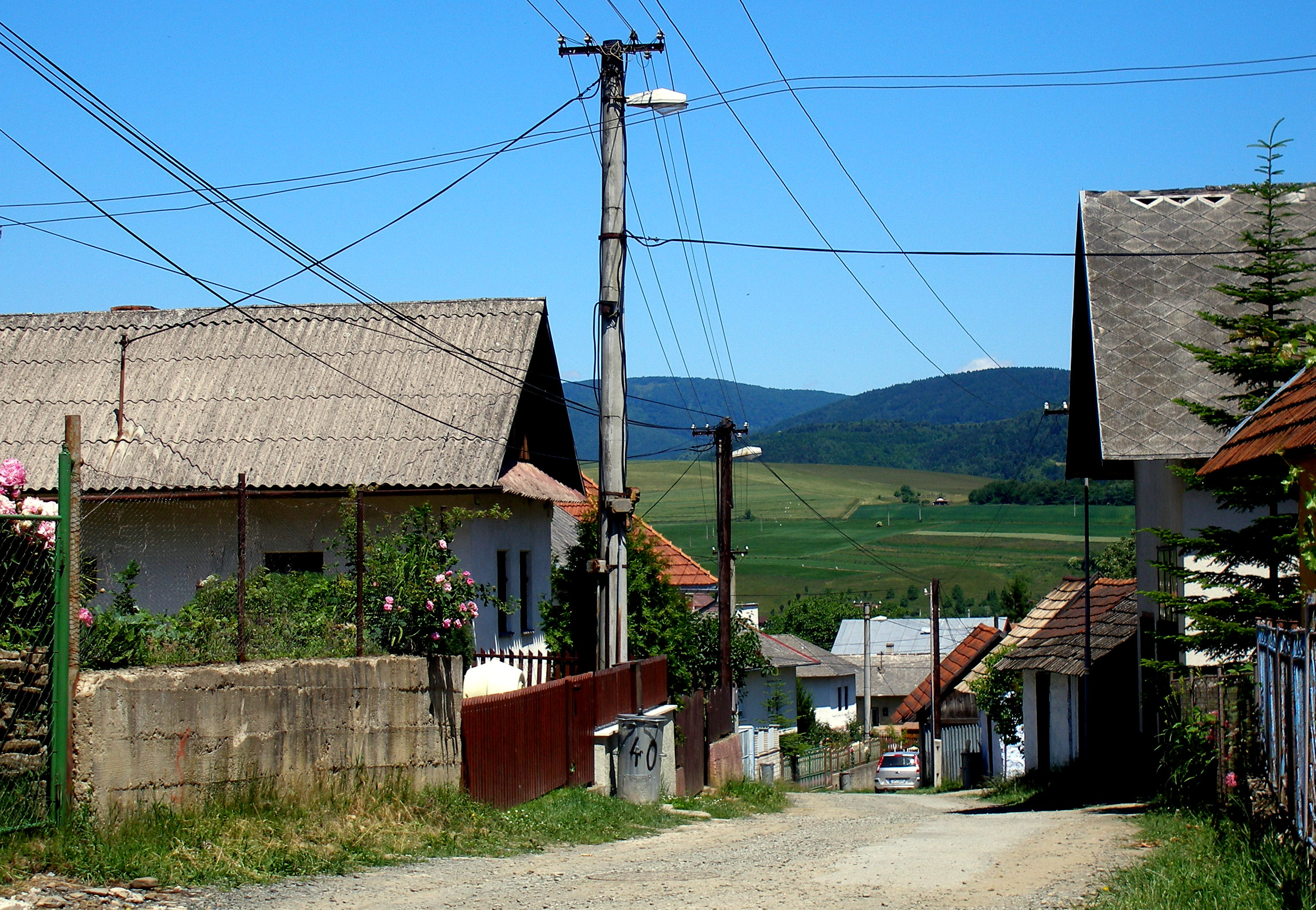
Straße in Jakubova Voľa

Die Gemeinde befindet sich im Bergland Spišsko-šarišské medzihorie am kleinen Bach Kohút im Tal der Torysa, mit einem Anteil am Bachureň-Gebirge, wo sich auch der höchste Punkt des Gemeindegebiets, Kohút (711 m n.m.), befindet. Das Ortszentrum liegt auf einer Höhe von 375 m n.m. und ist sieben Kilometer von Sabinov sowie 22 Kilometer von Prešov entfernt.
Nachbargemeinden sind Červenica pri Sabinove im Norden, Pečovská Nová Ves im Osten, Uzovský Šalgov und Uzovské Pekľany im Süden und Rožkovany im Westen.

## Geschichte

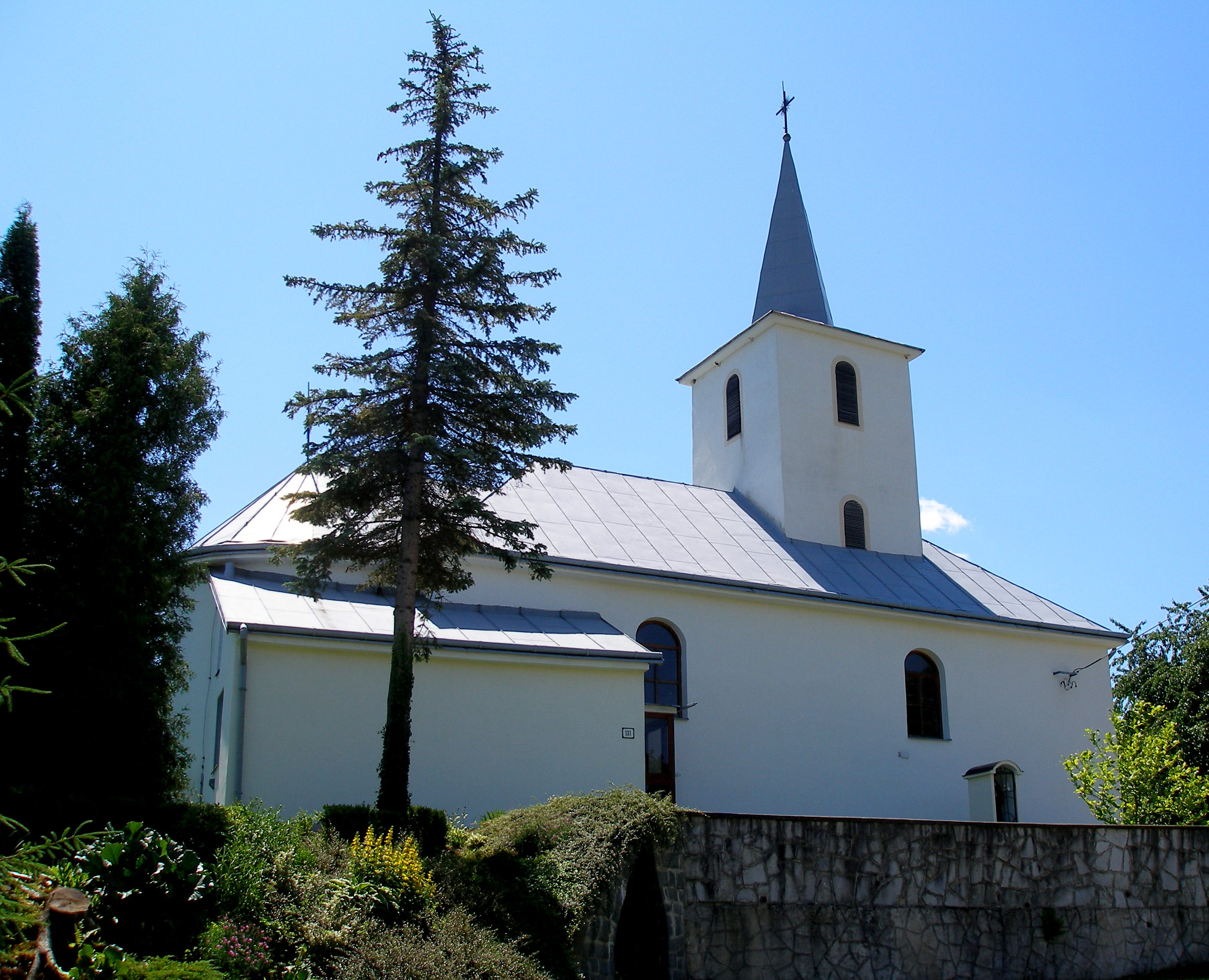
Michaelskirche im Ort

Der Ort wurde nach deutschem Recht gegründet und zum ersten Mal 1315 als Jakabfolua schriftlich erwähnt. Der erste Schultheiß war ein gewisser Jakob. Der Ort gehörte zum Besitz des Geschlechts Berzeviczy, im 19. Jahrhundert des Geschlechts Péchy. 1427 wurden nach einem Steuerverzeichnis neun Porta verzeichnet. 1828 zählte man 66 Häuser und 499 Einwohner, die als Getreidehändler und Landwirte beschäftigt waren.
Bis 1918 gehörte der im Komitat Sáros liegende Ort zum Königreich Ungarn und kam danach zur Tschechoslowakei beziehungsweise heute Slowakei. In der ersten tschechoslowakischen Republik war Landwirtschaft die Haupteinnahmequelle der Bevölkerung.

## Bevölkerung
| Jahr                | 1994 | 2004    | 2014    | 2024    |
| ------------------- | ---- | ------- | ------- | ------- |
| Anzahl der Personen | 407  | 394     | 420     | 397     |
| Unterschied         |      | −3,19 % | +6,59 % | −5,47 % |

| Jahr                | 2023 | 2024    |
| ------------------- | ---- | ------- |
| Anzahl der Personen | 393  | 397     |
| Unterschied         |      | +1,01 % |

Nach der Volkszählung 2011 wohnten in Jakubova Voľa 416 Einwohner, davon 397 Slowaken und drei Russinen. 16 Einwohner machten keine Angabe zur Ethnie.
359 Einwohner bekannten sich zur römisch-katholischen Kirche, 28 Einwohner zur griechisch-katholischen Kirche, jeweils zwei Einwohner zur Evangelischen Kirche A. B. und zur orthodoxen Kirche und ein Einwohner zur apostolischen Kirche. Vier Einwohner waren konfessionslos und bei 20 Einwohnern wurde die Konfession nicht ermittelt.

## Bauwerke und Denkmäler
- römisch-katholische Michaelskirche, im Kern im spätromanischen Stil ausgeführt, im 17. Jahrhundert umgebaut und 1808 erneuert. Im Inneren befinden sich gotische Fresken aus dem 15. Jahrhundert

## Verkehr
Der nächste Bahnanschluss ist die Haltestelle Červenica an der Bahnstrecke Kysak–Muszyna. Über die Straße 3. Ordnung 3186 besteht in Červenica pri Sabinove Anschluss an die Straße 1. Ordnung 68 (Ľubotín–Prešov).